# Río Tres Brazos
El río Tres Brazos es un curso natural de agua que fluye en la península de Brunswick con dirección general este hasta desembocar en la ribera norte del estrecho de Magallanes.

## Historia
Luis Risopatrón lo describe en su Diccionario Jeográfico de Chile: 900 
Tres Brazos (Rio). 55° 16' 71° 00' Nace en las faldas E de los cerros de Brecknock, corre hacia el E, con arenas que arrastran oro i presenta emanaciones de petróleo a unos 6 kilómetros de su desembocadura; se vácia por tres brazos distintos en la costa W del canal Ancho, del estrecho de Magallanes. 1, xi. p. 261 i carta de Bertrand (1885); i. xxvi, p. 154 i carta 111; 81, p. 13; 91, 34, p. 455; i 156.